# Quercus coffeicolor
Quercus coffeicolor är en bokväxtart som beskrevs av William Trelease. Quercus coffeicolor ingår i släktet ekar, och familjen bokväxter. Inga underarter finns listade.